# IONOS
IONOS (anciennement IONOS by 1&1, 1&1 IONOS et plus anciennement 1&1 Internet) fondée en 1988, est une société d’hébergement Web allemande. Elle fait partie du groupe coté en bourse United Internet AG. Elle revendique plus de 13 millions de clients à travers le monde et plus de 22 millions de noms de domaines enregistrés.

## Historique
1&1 est fondée par Ralph Dommermuth (de) à Montabaur (Allemagne) en 1988. À partir de 1992, 1&1 propose des offres d'accès à Internet en coopération avec Deutsche Telekom (T-Online). La société Schlund + Partner à Karlsruhe (Allemagne), créée en 1995, devient le leader de l’enregistrement de noms de domaine et de l’hébergement de sites Web, puis fusionne avec 1&1 en 1998, année durant laquelle 1&1 devient la première société Internet cotée en bourse au Nouveau Marché allemand (TecDAX).
En 2000, le groupe United Internet est fondé et regroupe 5 sociétés (5 marques) dont 1&1 fait partie.
1&1 IONOS commence son expansion internationale dans les années 2000. Au mois de juin 2000, 1&1 lance ses premières offres d’hébergement en France et en Grande-Bretagne. En 2004, 1&1 lance ses offres d’hébergement aux États-Unis, à Chesterbrook (Pennsylvanie). En 2006, United Internet fait l’acquisition de l’hébergeur Web britannique Fasthosts,.  1&1 se lance sur le marché espagnol de l’hébergement Web avec l’ouverture de la filiale 1&1 Internet España S.L.U, le 20 août à Madrid. En 2010, 1&1 crée 1&1 Internet Sp. z o.o. dont le siège est situé à Varsovie, puis la société lance des solutions d’hébergement au Canada en 2011 et en Italie en 2012. En 2013, l’hébergeur espagnol Arsys est racheté par United Internet.
En 2017, United Internet rachète ProfitBricks, spécialiste des infrastructures Cloud. En 2018, ProfitBricks et 1&1 Internet fusionnent pour devenir 1&1 IONOS. En 2020, 1&1 IONOS devient IONOS by 1&1. Le 8 février 2023, l'entreprise est introduite en bourse sous le nom de IONOS ; elle rejoint le SDAX en septembre de la même année.

## Description
IONOS est spécialisée dans l’hébergement de sites Internet et le commerce en ligne. Outre les noms de domaines, 1&1 IONOS commercialise des solutions d’hébergement web.
IONOS possède des filiales dans 10 pays (France, Angleterre, Allemagne, Autriche, Italie, Espagne, Pologne, États-Unis, Canada, Mexique).
IONOS possède plusieurs centres de données en Europe, en Grande-Bretagne et aux États-Unis. Ouvert en 1999, le centre de données de Karlsruhe (Allemagne) couvre une superficie de 2 000 m2. Il compte onze salles qui contiennent 660 racks pour un volume de transfert mensuel de 9 000 To. Le centre de données de Lenexa (près de Kansas City) est ouvert en janvier 2007. D’une superficie de plus de 5 100 m2, il accueille plus de 40 000 serveurs. Le centre de données de Hanau (Allemagne) voit le jour en 2009. Il doit accueillir jusqu’à 100 000 serveurs, sur une superficie de 10 000 m2. Un centre de données a été créé en France[Quand ?], à Niederlauterbach, dans le Bas-Rhin, à proximité de la frontière allemande[source secondaire souhaitée].

## Extensions
Depuis le 6 février 2014, IONOS a ouvert le marché des noms de domaines à trois cent quarante-huit extensions.